# Agnes Smidt

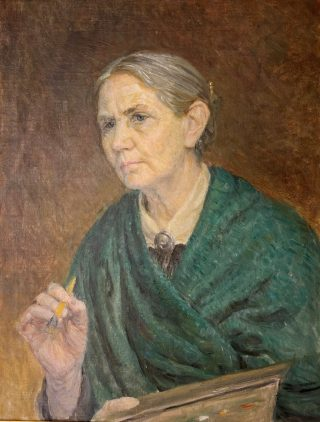
Selbstporträt (1920er Jahre)

Agnes Smidt, auch Agnes Schmidt (* 4. Oktober 1874 in Lundsmark südlich von Ribe in Nordschleswig; † 18. April 1952 in Erritsø), war eine deutsch-dänische Malerin.

## Leben

### Familie
Agnes Smidt war die Tochter des Hofbesitzers und Landwirt Claus Moltesen Smidt (* 26. Januar 1830 in Hviding; † 1913) und dessen Ehefrau Ellen Marie (* 30. April 1834 in Hostrup; † 31. März 1917 in Hviding), Tochter von Peter Nielsen Petersen (1802–1879); sie hatte noch sechs Geschwister.
Sie blieb zeit ihres Lebens unverheiratet, adoptierte jedoch während des Ersten Weltkriegs fünf Schwestern und später noch eine weitere Pflegetochter und zog diese alleinerziehend auf.

### Werdegang
Von 1893 bis 1896 besuchte Agnes Smidt die Zeichen- und Kunstgewerbeschule für Frauen (Tegne- og Kunstindustriskole für Kvinder) in Kopenhagen und erhielt Unterricht unter anderem bei Erik Henningsen und Valdemar Irminger (1850–1938). Darauf erhielt sie weiteren Unterricht von 1897 bis 1898 an der N. V. Dorphs Malschule von Niels Vinding Dorph (1862–1931).
Kurz nach der Jahrhundertwende hatte sie einige Jahre lang ein Atelier in Kopenhagen, kehrte dann aber in ihre Heimat nach Südjütland zurück und adoptierte sechs Mädchen. Sie gründete und leitete ab 1921 eine Heimvolkshochschule, eine Schule für junge arbeitslose Männer, die ein Vorläufer der späteren Produktionsschule war.
1904 und 1908 reiste sie nach Finnland sowie 1907 nach Paris.

### Künstlerisches und gesellschaftliches Wirken
Agnes Smidt war in erster Linie Porträtmalerin, malte aber auch Landschaften, Altarbilder und historische Themen. Sie war der nationalen Sache Dänemarks und auch der Volkshochschulbewegung eng verbunden und setzte sich engagiert für die Wiedervereinigung 1920 (siehe auch Volksabstimmung in Schleswig) ein.

## Ausstellungen
Agnes Smidt beteiligte sich 1902, 1904 und 1905 an Ausstellungen auf Schloss Charlottenborg in Kopenhagen. 1927 hatte sie in Ribe eine Einzelausstellung und 1937 beteiligte sie sich an der Südjütland-Ausstellung auf Schloss Charlottenborg.
Vom 22. Februar 2020 bis 30. August 2020 erfolgte die Ausstellung Agnes Smidt. Sønderjydernes maler im Kunstmuseum Ribe, in der sechzig Werke von ihr gezeigt wurden.

## Werke (Auswahl)
Im Museum Tondern befinden sich von Agnes Smidt:
- Selbstporträt;
- Bildnis des deutschen Schauspielers Paul Minke;
- Bildnis des Apothekers Toft;
- Graf Otto Didrick Schack im Amtshaus Tondern;
- Bischof Søren Mejsen Westergaard im Dom Ripen.

Weitere Werke von ihr befinden sich im Schloss Brundlund in Aabenraa und im Kunstmuseum Ribe sowie ein Altarbild in der Valgmenighedskirke in Vrå.